# Taraxacum ericinoides
Taraxacum ericinoides là một loài thực vật có hoa trong họ Cúc. Loài này được Hagendijk, Soest & Zevenb. miêu tả khoa học đầu tiên năm 1974.